# こちらカラオケ屋本舗Bスタジオ
こちらカラオケ屋本舗Bスタジオは、青森放送ラジオで放送されているラジオ番組。通称はこちカラ!!（番組内や番宣CMでは正式タイトルではなく、この通称を使うことが多かった。）。放送時間は、毎週土曜日の23:00-23:30。
2003年4月にうたラジのカラオケコーナーをメインとし、音楽、おしゃれなどを取り上げる番組としてスタートした。
番組開始当初のパーソナリティーは落合こず恵で、新聞のラテ欄やラジオのタイムテーブルにも落合こず恵が出演すると掲載されていたが、本人は「ピンキー」と名乗り、番組内で本名を名乗ることはなかった。2004年3月に落合が青森放送を退社するのに伴い、パーソナリティーも筋野裕子に代わった。もちろん、筋野も本名ではなく、「スージー」と名乗っている。
また、カラオケコーナーに出演するフリーアナウンサーの鈴木育子も本名ではなく、「モンロー」（以前は「アミーマ」）と名乗っていた。
2004年3月までは弘前市内のレコードショップ「ジョイポップス」店長の斉藤弘も電話出演していたが、彼もまた、「ジョニー」と名乗っていた。
番組開始当初は毎週学研ピチレモンの編集者に電話インタビューを行っていたが、この企画は2004年2月ごろに何の告知もなく終了した。
番宣CMは落合時代は謎の声（おそらく、落合がサタデー夢ラジオで共演していた古池雄アナが裏声で歌っていたものと思われる。）でさだまさしの「道化師のソネット」の替え歌を歌った後に番組名を言うもので、一切落合アナは出ていなかった。筋野時代に入ると「魔女っ子メグちゃん」のテーマ曲をバックに筋野アナが番組の宣伝をするといったものに変わった。
カラオケスタジオスーパーマン（タイムテーブル上では「たかのや」）、東京アカデミー青森校が提供していた。
2005年3月に「うたラジ」の放送時間拡大に伴い終了したが、半年後にパーソナリティーと放送時間を変更し、タイトルも「うっちゃん･育子のこちらカラオケBスタジオ」となって復活している。パーソナリティはうっちゃんこと内山千早とフリーアナウンサーの鈴木育子。放送時間は土曜日21:05-21:30。（ナイターシーズンの2006年4月からは日曜22:35-23:00）スポンサーにもアサヒビールが加わっており、内容も高い年齢層向けに変更され演歌も取り上げるようになった。